# Marie Esmeralda van België
Marie Esmeralda Adélaïde Liliane Anne Léopoldine (Laken, 30 september 1956) is het derde kind van koning Leopold III en prinses Lilian.

## Familie
Prinses Marie Esmeralda is de jongste zus van de Belgische prins Alexander en prinses Marie-Christine. Verder is ze ook een halfzus van de koningen Boudewijn en Albert II en van de Luxemburgse groothertogin Josephine Charlotte.
Op 5 april 1998 trouwde ze met de Hondurese wetenschapper Salvador Moncada. Het paar heeft twee kinderen, Alexandra Léopoldine (4 augustus 1998) en Leopoldo Daniel (21 mei 2001).
In 2020 en 2022 sprak ze zich uit tegen de standbeelden van haar familielid koning Leopold II van België.

## Werk
In het dagelijkse leven is prinses Marie Esmeralda journaliste. Onder het pseudoniem Esméralda de Réthy schrijft ze regelmatig artikelen over haar vader.

## Activisme
Marie Esmeralda staat ook bekend als klimaatactiviste en voorvechtster voor vrouwenrechten. De prinses is lid van Greenpeace en is tevens WWF-ambassadrice in België en voorzitter van het Leopold III-Fonds voor Natuuronderzoek en Natuurbehoud. In de zomer van 2019 beklom ze met haar dochter Alexandra de Kilimanjaro, de hoogste berg van Afrika, om geld in te zamelen voor Hero Women Rising, een liefdadigheidsorganisatie die vooral in Afrika tracht vrouwen d.m.v. educatie bij te staan in hun streven naar meer zelfstandigheid op economisch, juridisch en sociaal vlak. Op 10 oktober 2019 werd ze door de Londense politie vijf uur administratief aangehouden nadat ze op Trafalgar Square had deelgenomen aan een sit-in van de radicaal linkse klimaatbeweging Extinction Rebellion. Er werd geen klacht tegen haar ingediend maar wel een onderzoek opgestart.

## Publicaties
- Léopold III, mon père, Brussel, Racine, 2001.
- Léopold III, photographe, Brussel, Racine, 2006.
- Terre !, Brussel, Racine, 2011.
- Lilian, Une princesse entre ombre et lumière, Brussel, Racine, 2012 (samen met Patrick Weber).
- Albert et Elisabeth, Brussel, Racine, 2014 (samen met Christophe Vachaudez).
- Femmes prix Nobel de la paix, Brussel, Avant-Propos, 2014.

## Trivia
- Prinses Marie Esmeralda verleende haar medewerking aan de documentaire Léopold III, mon père (2011), van de Waalse cineast Nicolas Delvaulx.
- Ze woont in Londen.